# Antonio Pitarch Simó
Antonio Pitarch Simó   (Sant Mateu, 12 de juliol de 1814 - Sant Mateu, 5 de desembre de 1887) fou un organista castellonenc.

## Biografia
Era el fill gran d'en Miquel Pitarch. Després d'estudiar solfeig amb el seu pare, aprengué l'orgue a Tortosa amb el mestre Nin, estudis que continuà a Barcelona amb Mateu Ferrer i Oller i harmonia i composició amb Anastasio Orta. El 1834 tornà a València, on es distingí com a flautista. Allà l'agafà la primera guerra carlina i s'incorporà a l'exèrcit carlista del general Cabrera, que havia sigut company seu en el Seminari de Tortosa, que li encarregà la formació d'una banda de música de cavalleria, que al cap de dos mesos ja podia tocar. En acabar la guerra es refugià a França, on fou destinat a Lo Puèi de Velai, on mancat de recursos i sense saber francès, es presentà a l'orquestra del teatre de l'Òpera Còmica, i per senyes feu entendre al director que tocava el violí, viola, violoncel, contrabaix, flauta i clarinet, sent rebut amb immediatesa en l'orquestra.
Més tard, cridat per Cabrera, acudí a acompanyar-lo i consolar-lo amb la música. Vacant la plaça d'organista de la catedral de Lo Puèi de Velai, es presentà i la guanyà; després fou nomenat director del teatre de l'Òpera; llavors prosperà, cridà al seu costat als dos germans (Mateu i Vicenç), als que perfeccionà en la música, i després de quaranta anys de residència a França, tornà al seu poble natal, Sant Mateu, on mori a setanta-tres anys en la mateixa casa en què havia nascut.
El Govern francès li atorga a París medalla d'or en el primer concurs d'Orfeons.